# گوردون بالفور
گوردون بالفور (انگلیسی: Gordon Balfour; ۲۵ دسامبر ۱۸۸۲ – ۳۱ ژوئیهٔ ۱۹۴۹) ورزشکار روئینگ اهل کانادا بود.
وی در مسابقات کشوری و بین‌المللی در مجموع برندهٔ ۲ مدال برنز شده‌است.